# Grigori Guínzburg
Grigori Guínzburg   (Nijni Nóvgorod, 16 de maig de 1904 (Julià) - Moscou, 5 de desembre de 1961), nom complet amb patronímic Grigori Romànovitx Guínzburg, rus: Григо́рий Рома́нович Ги́нзбург, fou un pianista rus.

## Biografia
Guínzburg va estudiar per primera vegada amb la seva mare abans de ser acceptat com a estudiant a la classe d'Aleksandr Goldenvéizer al Conservatori de Moscou. El 1927 va guanyar el quart premi al Concurs Internacional Frederic Chopin de Varsòvia. Va ser reconegut com un dels millors músics de la Unió Soviètica i va fer diverses gires per Europa. Es va convertir en un important professor del Conservatori de Moscou el 1929. Alguns dels seus estudiants més coneguts són Gleb Akselrod, Serguei Dorenski, Regina Xamvili i Sulamita Aronovski.
Guínzburg va ser conegut sobretot pel seu toc de piano que tenia vincles amb la tradició d'intèrprets del segle xix com Franz Liszt. El seu repertori eclèctic i el seu art de transcripció el van convertir en un dels intèrprets més singulars de la història del piano